# Dentin
Dentin eller tandben är en form av hårdvävnad som återfinns i tänder. Tanden består av mjukvävnad (tandpulpa) och tre typer av hårdvävnad: rotcement, dentin och emalj. Dentin har liknande fysiologiska egenskaper som ben med 1-2 mikrometer tjocka kanaler som löper från pulpan genom dentinet ut till emaljen. Cellerna som tillverkar dentin kallas odontoblaster. Odontoblasterna har utskott som löper i den del av kanalerna liggande närmast pulpan och bildar ett syncytium. I dentinkanalerna finns vätska som genom sitt flöde vid särskilda omständigheter kan påverka odontoblasterna och intilliggande nervutskott. Detta leder till smärtupplevelse och kan inträffa om dentinet och dentinkanalerna är blottade mot munhålan.